# Облога Єрусалима (636–637)
Обло́га Єрусали́ма 636—637 років — облога візантійського Єрусалима військами Арабського халіфату протягом листопада 636 — квітня 637 року. Епізод мусульманського завоювання Леванту (634—638), арабо-візантійських воєн і загального християно-мусульманського протистояння. Арабськими військами командували полководці Абу Убайда і Халід, які за наказом халіфа Умара здійснювали завоювання візантійських земель в Палестині. Обороною Єрусалима керував єрусалимський патріарх Софроній. Подробиці облоги не задокументовані. Після 6 місяців облоги патріарх погодився здати Єрусалим і сплатити данину за умови укладання особистої угоди із халіфом. Умар здійснив подорож до Єрусалима і особисто прийняв капітуляцію патріарха. Візантія назавжди втратила місто. Єрусалим лишався під контролем мусульман до Першого хрестового походу.

## Перебіг
Після вирішальної перемоги над Візантійською імперією в битві при Ярмуці кількома місяцями раніше халіф Омар завойовує Єрусалим та за проханням Єрусалимського патріарха входить до міста пішки у білому паломницькому одязі. Після входу у місто війська Омара розчищають  Храмову гору та закладають перший дім молитви на місці теперішньої мечеті аль-Акса.
Патріарх Софроній та Омар уклали Пакт Омара, який гарантував свободу віросповідання для немусульман.
За ісламського правління, вперше з римської епохи, євреям знову дозволили жити та сповідувати свою релігію в Єрусалимі. Омар також призначив єврея комендантом міста та запросив сімдесят єврейських сімей та провідника єврейської громади з Тиверії до Єрусалима .
В мусульманській історіографії немає одностайності, щодо дати падіння Єрусалима. Табарі зазначає, що місто пало 636 року, аль-Баладхурі — 638, Агха І Акрам — 636—637.